# Interleukine 2
Pour les articles homonymes, voir IL-2.
L’interleukine 2 (IL-2) est une interleukine, un type de cytokine du système immunitaire. Elle est la première cytokine à avoir été cloné. Elle contribue à la réponse immunitaire naturelle du corps à une infection microbienne (en stimulant la prolifération lymphocytaire). Toutefois, son rôle majeur est antagoniste, car elle promeut l’homéostasie et les fonctions des cellules T régulatrices qui limitent l’action des cellules effectrices, et prévient ainsi les dérives réactionnelles auto-immunes. 
L’interleukine 2 agit en liant les récepteurs IL-2, exprimés par les lymphocytes (cellules responsables de l'immunité humaine).
Son gène est IL2 situé sur le chromosome 4 humain.

## Signalisation et réceptologie
L'IL-2 est une cytokine de type interleukine, possédant chacune 4 hélices α. Les IL-2 sont également une famille de cytokines incluant l'IL-2 elle-même, l'IL-4, l'IL-7, l'IL-9, l'IL-15 et l'IL-21. L'IL-2 active l'IL-2R (récepteur de l'IL-2) qui est un complexe de trois chaines alpha, beta et gamma. Comme dans de nombreux types de familles de récepteurs, une des chaines est retrouvée dans divers types de récepteurs : ici, la chaîne gamma est partagée par tous les membres des récepteurs de l'IL-2 (voir plus haut). 
La sous-unité alpha de l'IL-2R possède une faible affinité pour son ligand mais dispose d'une capacité à augmenter (100 fois plus que lorsqu'elle est absente) l'affinité de l'IL-2R, lorsqu'elle est associée aux sous-unités beta et gamma. 
L'hétérodimérisation des sous-unités beta et gamma de l'IL-2R est essentielle pour l'activation des lymphocytes T.
À noter que l'IL-2R n'est pas exprimée de manière constitutive et sera dégradée lorsque l'antigène aura disparu et que la prolifération des cellules T ne sera donc plus nécessaire.

## Rôle dans l'immunité

### Activation des lymphocytes T auxillaire
Des cellules présentatrices d'antigène  peuvent activer des lymphocytes T CD4 auxiliaires/helpers (régulateurs positifs de la réponse immune). L'IL-2 sera ensuite utilisée à plusieurs reprises pour l'activation en cascades des lymphocytes T helpers entre eux : un lymphocyte  Thp (helper précurseur naïf) est activé par une cellule présentatrice d'antigène et évoluera ainsi en LTh0 dans un premier temps. Le LTh0 sécrètera alors de l'IL-2 permettant une régulation essentiellement autocrine (c'est-à-dire du LTh0 lui-même) générant ainsi une amplification des signaux. Cette dernière permet une évolution ensuite du LTh0 en d'autres formes de LTh. Sous l'action d'autres cytokines (comme interleukine 4 ou interleukine 12, notamment), le LTh0 évoluera en lymphocyte Th1 ou lymphocyte Th2 afin de médier une réponse à médiation cellulaire et/ou humorale.
Dans le cas du LTh1 (le LTh0 peut évoluer en LTh1 sous l'action de l'interleukine 12 sécrétée par des cellules présentatrices d'antigène, par exemple), celui-ci sécrètera ensuite d'autres cytokines comme des facteurs de nécrose tumorale, interférons mais aussi l'IL-2 de nouveau qui ici, permettra de stimuler la différenciation des lymphocytes T cytotoxiques.

### Autres rôles en tant que facteur de croissance
Comme précisé plus haut, l'interleukine 2 est sécrétée par les  LTh, mais peut aussi être produite dans certains cas par les lymphocytes T cytotoxiques (T CD8). En effet, l'IL-2 peut jouer un rôle de facteur de croissance des cellules T. De plus, l'IL-2 est une cytokine connue également pour son rôle dans la stimulation de la croissance des cellules B et son rôle dans l'activation des cellules NK ainsi que des monocytes. L’IL-2 agit sur les cellules T avec une régulation autocrine. Les cellules T expriment ainsi l'IL-2R (voir plus haut) et produisent simultanément de l'IL-2 dans le but de s'auto-activer. L'IL-2 se lie à l'IL-2R et favorise la mitose et ainsi la prolifération de ces cellules T.

### Rôle régulateur
L'interleukine 2 promeut la l’homéostasie et les fonctions des cellules T régulatrices. L'activation de ces cellules Treg serait essentiellement dépendante de la voie STAT5.

## Usage comme médicament

### À hautes doses
À fortes doses et en perfusion intraveineuse, l'interleukine 2, sous forme recombinante, a une certaine efficacité dans le traitement des mélanomes malins et les cancers rénaux métastasés, avec des effets secondaires importants, limitant son emploi. Par exemple, l'IL-2 provoque une augmentation de la perméabilité des capillaires pulmonaires, ce qui engendre une accumulation anormale de fluide dans l'espace alvéolaire et au niveau des tissus interstitiels du poumon. Cette fuite de liquide peut alors causer l'apparition d'un œdème pulmonaire. Il a également été observé chez les patients traités avec l'IL-2 sous forme recombinante (Proleukine) : 
- des insuffisances rénales,
- une prise de poids
- et un œdème cérébral qui pouvait physiologiquement se former par accumulation du contenu en eau des substances grises et blanches du système nerveux central[9].

- L'administration d'IL-2 par voie IV continue induit une augmentation significative du nombre de lymphocytes CD4 circulants chez des patients infectés par le VIH (traités par des antirétroviraux).

IL-2 reste le seul traitement ayant guéri des patients atteints d'un cancer rénal de stade 4 (métastatique) : dès 1985 il avait guéri son premier cancéreux, puis en 1992 il avait guéri 19 des 256 patients testés (tous atteints de cancer rénal stade 4). 

### À faibles doses
La découverte du rôle de l'IL2 sur les cellules Treg a conduit à expérimenter, depuis le début des années 2010, son utilisation à faibles doses dans des maladies auto-immunes et des mécanismes inflammatoires, avec des premiers résultats cliniques satisfaisants et prometteurs. Par exemple dans le traitement du diabète de type 1, mais aussi dans le traitement de la vascularite associée à une infection chronique par le virus de l’hépatite C (HCV), du rejet de greffe, de l’alopécie aréata, ou d'un cas de lupus érythémateux disséminé.  